# Lignol-le-Château
Lignol-le-Château település Franciaországban, Aube megyében. Lakosainak száma 160 fő (2022. január 1.). Lignol-le-Château Bayel, Colombé-le-Sec, Rouvres-les-Vignes, Voigny, Rennepont és Colombey les Deux Églises községekkel határos.

## Népesség
A település népességének változása:
| Lakosok száma | 220  | 227  | 191  | 206  | 197  | 198  | 199  | 180  | 170  | 160  |
|               | 1968 | 1982 | 1990 | 2006 | 2013 | 2015 | 2017 | 2019 | 2020 | 2022 |